# Ascidia retinens
Ascidia retinens är en sjöpungsart som beskrevs av Monniot 1984. Ascidia retinens ingår i släktet Ascidia och familjen Ascidiidae. Inga underarter finns listade i Catalogue of Life.